# Nairan
À l'époque du Japon féodal, le terme nairan (内覧) désigne l'inspection des documents présentés à l'Empereur du Japon ou la position des personnes qui procèdent à l'inspection. 
L'empereur concède d'ordinaire un édit impérial d'inspection (内覧の宣旨, nairan no senji) au régent (aussi appelé sesshō ou kanpaku).

## Source de la traduction
- (en) Cet article est partiellement ou en totalité issu de l’article de Wikipédia en anglais intitulé « Nairan » (voir la liste des auteurs).